# Alavus
Alavus (Alavo trong tiếng Thụy Điển) là một đô thị của Phần Lan. Vị trí ở tỉnh Tây Phần Lan trong vùng Nam Ostrobothnia. Đô thị này có dân số 9.846 và diện tích 843,1 km² trong đó có 52,46 km² là diện tích mặt nước. Mật độ dân số là 12,3 người trên mỗi km².
Kinh tế gồm nông nghiệp và lâm nghiệp. Alavus có 60 hồ và 324 km bờ hồ. Đô thị này chỉ sử dụng tiếng Phần Lan